# 官井南隧道
官井南隧道，位於中國貴州省遵義市紅花崗區，全長400多米，又稱「時光隧道」。事原穿過該隧道後，手機內的時鐘會離奇地倒退1小時，有專家認為現象為隧道內磁場影響所致。